# 列翁·捷尔-彼得罗相
列翁·阿科普·捷尔-彼得罗相（1945年1月9日—）是亚美尼亚族政治家、语言学家，亚美尼亚首任总统（1991年－1998年）。精通亚述语、阿拉伯语、俄语和土耳其语等多种语言。

## 生平
其家族为中东地区的海外亚美尼亚人，出生于叙利亚阿勒颇，1946年全家移居苏联亚美尼亚，后在文学和东方研究所担任研究员。1988年在戈尔巴乔夫“改革重组”浪潮中，组织了要求纳戈尔诺-卡拉巴赫划归亚美尼亚的“卡拉巴赫委员会”，1990年8月他成为新选举产生的亚美尼亚最高委员会主席。1991年8月23日，他宣布亚美尼亚独立。
1991年10月17日，彼得罗相当选为亚美尼亚独立后共和国第一任总统。获得83.4％的选民投票支持。11月11日就职。1991年至1995年间，他领导了宪法委员会的工作。该委员会制定的宪法文本在1995年7月的全民公决中获得通过。
1992年，民族主义组织亚美尼亚革命联盟的活动被禁止，其许多成员被捕。同时彼得罗相通过外交手段得到援助，在第一次纳卡战争中占领阿塞拜疆大片领土。
彼得罗相因经济和政治问题在1998年辞去亚美尼亚总统职务。